# Zilah-patak
A Zilah patak Romániában, Erdélyben, a Szilágyságban, a Kraszna jobb oldali mellékfolyója.

## Földrajza
A Zilah-patak nevében őrzi a történelmi táj (Szilágyság) egykor vízjárta területeinek, szil ligeterdeinek emlékét.
Zilahtól délre, a Meszes-hegység nyugati lábánál ered, majd Zilahon átfolyva Sarmaság mellett, attól kissé nyugatra éri el, s torkollik a Krasznába.
A patak az 1800-as évek elejéig sokszor okozott kisebb-nagyobb áradást, ezért 1827-ben szabályozták.
A Zilah-patakba több kis patak és vízfolyás ömlik, melyek közül említést érdemel Cigányinál a Királykői-patak.

## Települések a folyó mentén
(Zárójelben a román név szerepel.) 
- Zilah (Zalău)
- Cigányi (Crișeni)
- Haraklány (Hereclean)
- Bádon (Badon)
- Magyargoroszló (Guruslău)
- Szilágyballa (Borla)
- Oláhbaksa (Bocșa)
- Ököritó (Sălăjeni)
- Somlyómező(Câmpia)
- Szilágysziget (Sighetu Silvaniei)
- Szilágylompért (Lompirt)
- Sarmaság (Șărmășag)